# Vårfruberga kloster

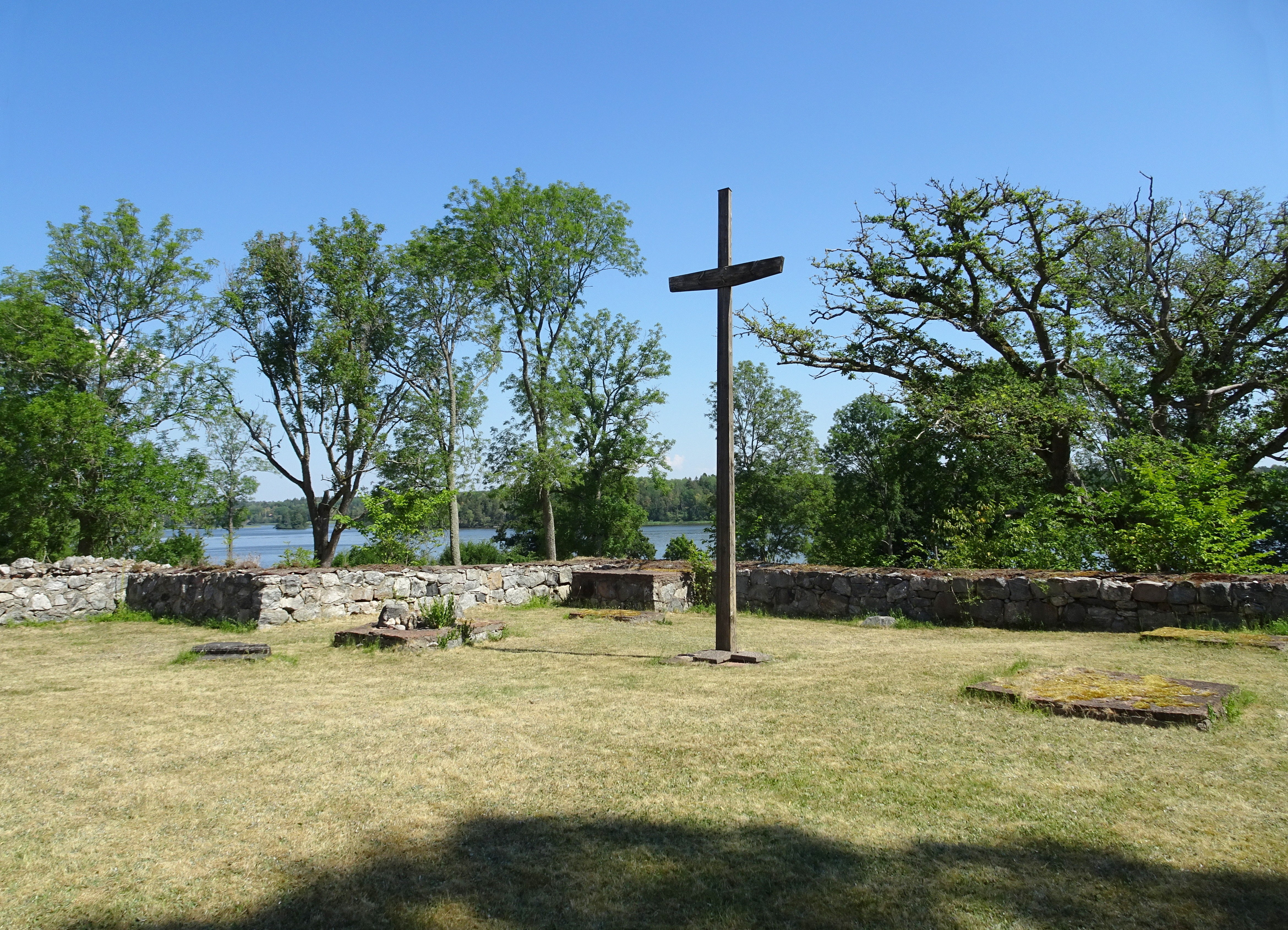
Vårfruberga klosterruin, 2018

Vårfruberga kloster var ett svenskt kloster verksamt från 1100-talet till år 1527. Klostret låg cirka tio kilometer nordväst om Strängnäs i Fogdö socken i Södermanland. Idag återstår Vårfruberga klosterruin som består av ett antal grundmurar i gråsten där den ursprungliga rumsindelningen går att avläsa. Ruinen ligger i anslutning till Kungsbergs kungsgård.

## Historik

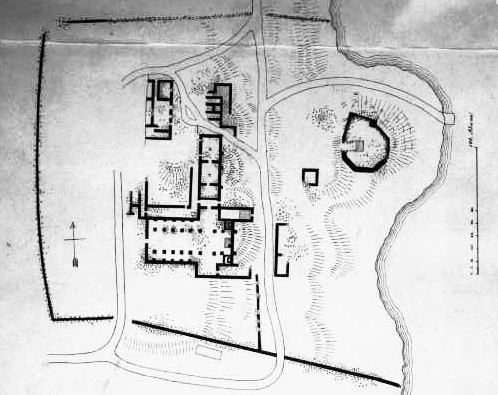
Karta över ruinen ritad av Richard Dybeck 1847.

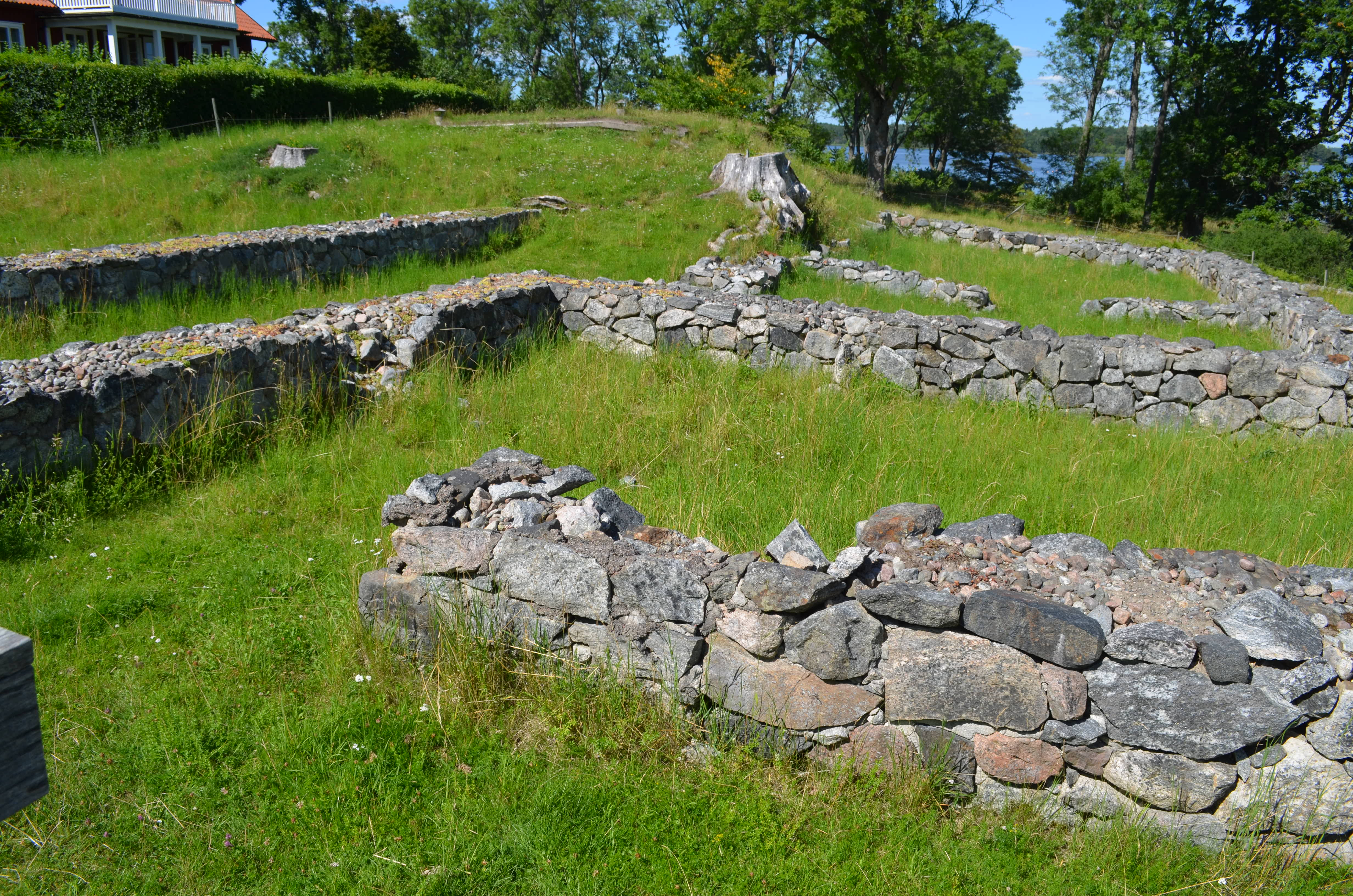
Vårfruberga klosterruin.

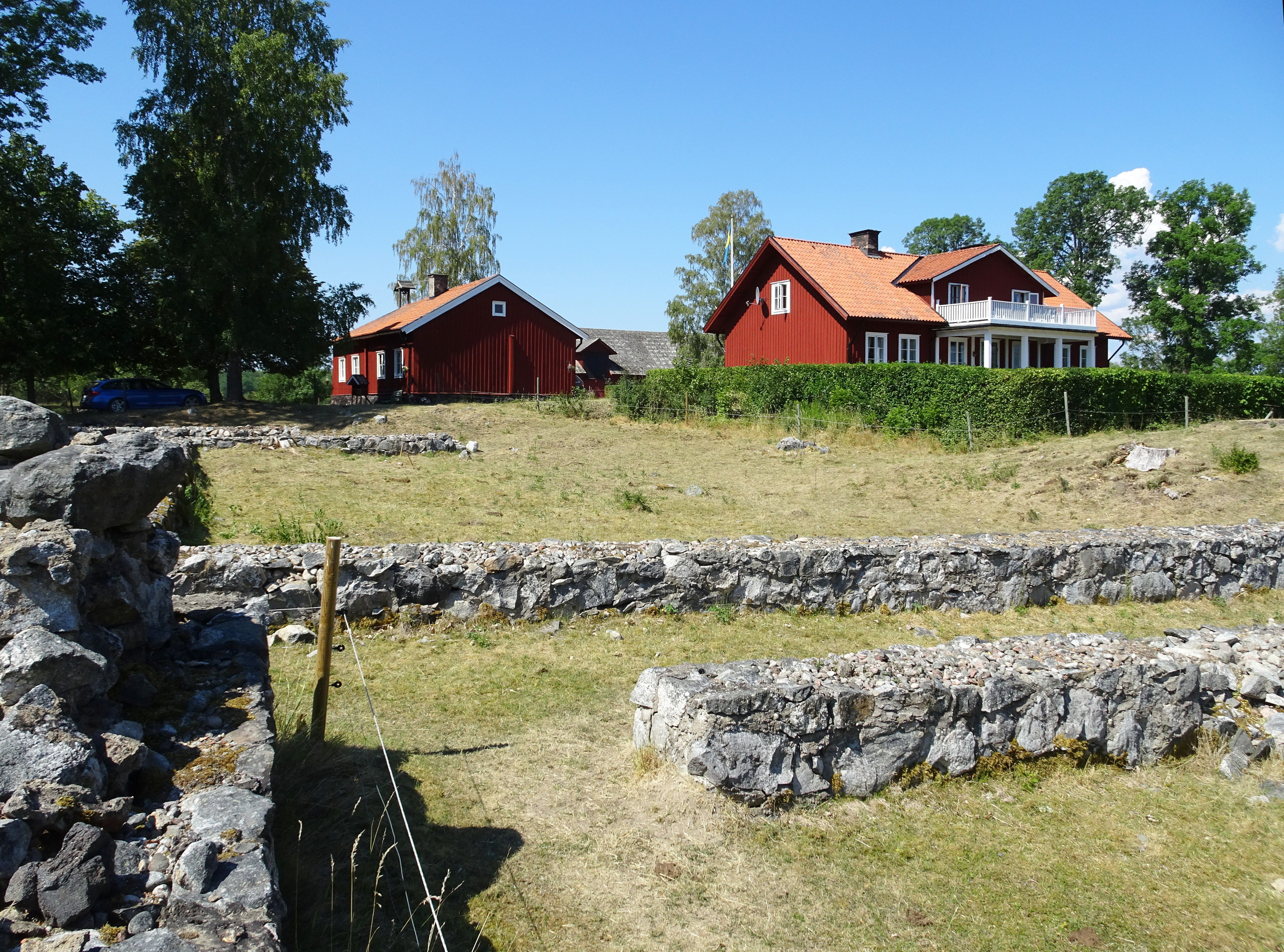
Vårfruberga klosterruin med dagens Kungsbergs gård i bakgrunden.

### Fogdö kloster
Redan under 1100-talet grundades ett benediktinkloster men det är oklart var det låg. Utgrävningar 1991–92 tyder på att en försvarsborg varit anlagd på en kulle nere vid vattnet. Enligt en framförd teori skulle nunnorna ha avvisats från den ursprungliga uppehållsplatsen då borgen skulle uppföras. Detta kan förklara varför de flyttade till Fogdö kyrka. 
Från 1233 låg klostret vid Fogdö kyrka och kallades då Fogdö kloster. Under denna tid fungerade kyrkan både som sockenkyrka och klosterkyrka. Om detta vittnar en igensatt port i sydfasaden – "nunneporten". Koret i Fogdö kyrka utvidgas för att bättre kunna tjäna nunnekonventets korgudstjänst, Vid denna tid tycks en cistercienserskolad byggmästare ha varit anlitad, vilket murarna vittnar om. Skyddsbrevet för Fogdö kloster 1252 är sigillerat av Birger jarl och finns bevarat.

### Vårfruberga kloster
När borgen revs drygt 50 år senare, då Stockholm med en där anlagd borg hade grundats, tilläts nunnorna flytta till dagens Kungsberg där de uppförde nya, större och bättre planerade klosterbyggnader enligt de principer som gällde för cisterciensorden. Byggnaderna togs i bruk 1289. I samband med flytten ändrades namnet till Vårfruberga kloster. Nu verkar de alltså som cistercienser och blir dotterkloster till Julita kloster.
Kyrkan var treskeppig med korta korsarmar vid koret. En låg mur tvärs över långhuset skilde conversernas avdelning i väster från nunnornas. Kyrkan var tegelvälvd och bör ha haft tegelfasader. 
Den 18 oktober 1334 hade Ingeborg Ragnedotter skänkt 6 öresland i Steninge till Vårfruberga kloster. Orsaken var att hon bestämt sig för att söka inträde i nunneklostret. Men först måste hon få tillstånd av sina anhöriga att lämna Steningemarken som gåva till klostret, vilket hon också fick. Karl Ingebjörnsson, som 1341 var i marsken Anund Finvedssons tjänst, tjänstgjorde som väpnare och fogde i Dalarne 1351. Han var häradshövding i Åkers härad, Södermanland 1366, gifte sig 1348 med Katarina Fadersdotter och levde sedan till 1370. Karl efterlämnade sonen Folke Karlsson, väpnare 1377-1386, vilken 1379 skänkte jord till Vårfruberga kloster för lägerstad (d.v.s. gravplats) åt sina avlidna systrar Kristina och Katarina. De flesta av medlemmarna i detta kloster ska ha kommit från förmögna och adliga familjer.

### Upplösning
Under reformationen upplöste Gustav Vasa klostret 1527 och kyrkans egendomar övertogs av kronan. Enligt sägnen drevs nunnorna bort med tiggarkäpp sedan man vid sjöstranden hade upptäckt skelett efter spädbarn, som nunnorna anklagades för att ha dödat. 
För att skaffa byggmaterial till Gripsholms slott lät Gustav Vasa riva Vårfruberga kloster. På platsen uppfördes sedan Kungsbergs kungsgård.

## Klosterruinen
Resterna efter klostret försvann med tiden allt djupare under marken och doldes under vegetation. I början av 1800-talet visste ingen längre med säkerhet var klostret hade legat. 1840 stötte man vid grävningsarbeten av en ren tillfällighet på ett stenvalv. Man hade hittat Vårfruberga klosterruin. Under de påföljande åren företogs en omfattande utgrävning under ledning av dåvarande riksantikvarien Bror Emil Hildebrand. När ruinen slutligen var frilagd visade det sig att den sträckte sig med valvslagna rum ända in under Kungsbergs gårds mangårdsbyggnad. De nyttjades då som jordkällare. Sedan dess har ruinerna restaurerats ett flertal gånger. Den tidigare klosterkyrkan används ibland i samband med friluftsgudstjänster.

## Föreståndare

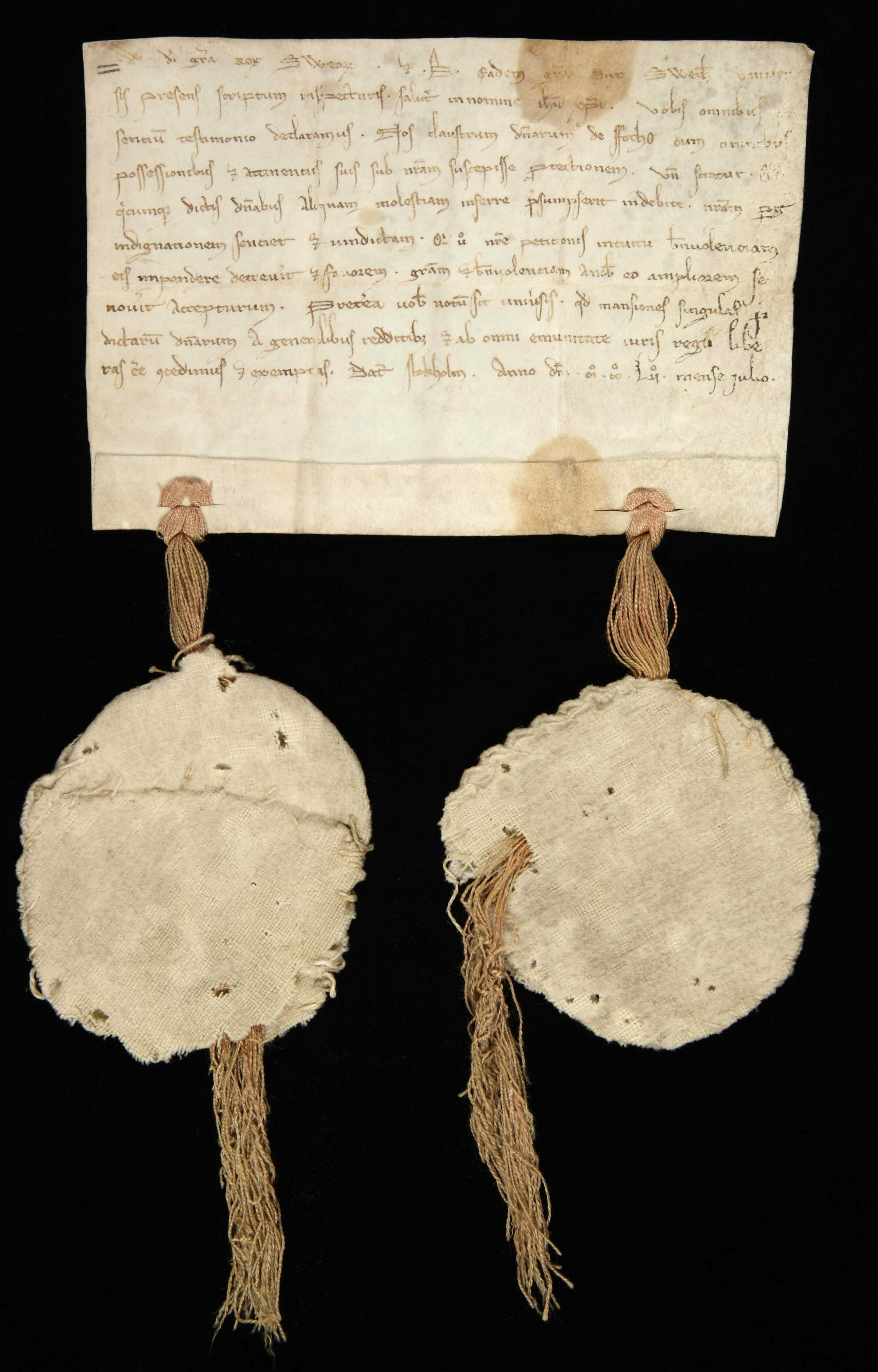
Skyddsbrev utfärdat till nunnorna i Vårfruberga av Kung Valdemar och Birger Jarl.

15 av klostrets abbedissor är kända. 
- Margareta (1233-1254)
- In(grid?) (1278)
- Kunigunda (1299-1323)
- Ingrid Birgersdotter (1343-1351)
- Gertrud Jonsdotter (1355-1358)
- Regimod (Andersdotter?) (1384-1400)
- Martha (1405)
- Mechtild (1408-1415)
- Cecilia Jönsdotter (1421-1447)
- Margareta Beyentsdotter (1457)
- Cecilia Jönsdotter (1463)
- Lucia (1466-1474)
- Berette Eriksdotter (1494)
- Margareta Laurecnidotter (1508)
- Martha Henriksdotter (1520- )